# Deutsche Internationale Schule Alexander von Humboldt Montreal
Die Deutsche Internationale Schule „Alexander von Humboldt“ Montreal (englisch Alexander von Humboldt German International School Montreal, französisch École internationale allemande Alexander von Humboldt), abgekürzt AvH Montreal, ist eine unabhängige Privatschule in Baie-D’Urfé bei Montreal (Québec) in Kanada.

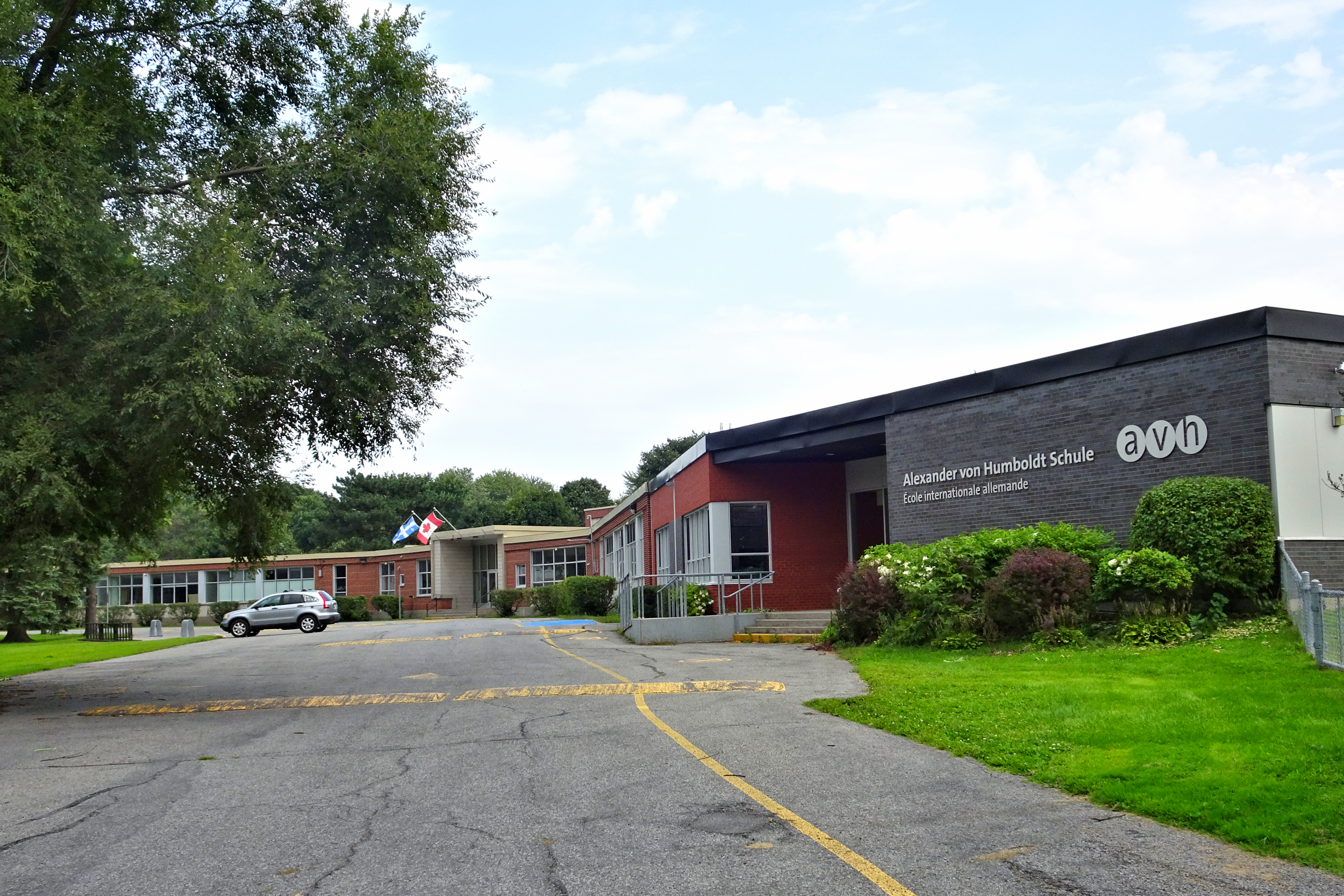
Alexander von Humboldt Schule

Die Schule hat rund 300 Schüler vom Kindergarten bis zur 12. Jahrgangsstufe mit erweitertem Angebot in den naturwissenschaftlichen und künstlerischen Fächern. Sie wurde im Jahr 1980 gegründet und gehört zu einem Netz von deutschen Auslandsschulen weltweit, die von der Bundesrepublik Deutschland unterstützt werden. In den Rankings für die über 600 öffentlichen und privaten Schulen Québecs belegt die AvH seit Jahren Plätze unter den besten fünf Prozent.
Unterrichtet wird nach deutschem Lehrplan, der alle offiziellen Vorgaben sowohl Deutschlands als auch Québecs erfüllt. Außer der Mittleren Reife (Sekundarstufe I) und dem Diplôme d’études secondaires haben die Schüler seit Mai 2010 die Möglichkeit, am Ende der 12. Klasse die Deutsche Internationale Abiturprüfung (DIAP) (Sekundarstufe II) abzulegen. In der 11. Klasse haben die Schüler die Möglichkeit, das deutsche Sprachdiplom abzulegen.